# Іван Федорович Чорторийський
Іван Федорович Чорторийський (пом. 1566/1567 / бл. 1572) — князь, магнат, державний і політичний діяч Речі Посполитої. Князь на Клевані та Жукові. «Справця» Київського воєводства у 1564 році. Посол ВКЛ на сейм 1564 року. Учасник «Лівонської війни». 
Дружина — княжна Анна Заславська з Острога (пом. 1590), донька князя Кузьми. Діти:
- Іван (Януш)
- Юрій — перший католик у роді[8]
- Олена — дружина Остафія Горностая
- Катерина — дружина брацлавського каштеляна Василя Загоровського
- Анна — дружина Яна Лешніцького, подібно, ловчого волинського Олександра Хреницького.